# Sauranthura
Sauranthura är ett släkte av kräftdjur. Sauranthura ingår i familjen Anthuridae.
Kladogram enligt Catalogue of Life:
| Sauranthura | \| \| Sauranthura goldmanorum \| \| \| \| \| \| Sauranthura rapanui \| \| \| \| |
|             | \| \| Sauranthura goldmanorum \| \| \| \| \| \| Sauranthura rapanui \| \| \| \| |
|             | Amakusanthura                                                                   |
|             |                                                                                 |
|             | Anthura                                                                         |
|             |                                                                                 |
|             | Apanthura                                                                       |
|             |                                                                                 |
|             | Apanthuroides                                                                   |
|             |                                                                                 |
|             | Apanthuropsis                                                                   |
|             |                                                                                 |
|             | Caenanthura                                                                     |
|             |                                                                                 |
|             | Cetanthura                                                                      |
|             |                                                                                 |
|             | Chelanthura                                                                     |
|             |                                                                                 |
|             | Cortezura                                                                       |
|             |                                                                                 |
|             | Cyathura                                                                        |
|             |                                                                                 |
|             | Exallanthura                                                                    |
|             |                                                                                 |
|             | Haliophasma                                                                     |
|             |                                                                                 |
|             | Indanthura                                                                      |
|             |                                                                                 |
|             | Leipanthura                                                                     |
|             |                                                                                 |
|             | Malacanthura                                                                    |
|             |                                                                                 |
|             | Mesanthura                                                                      |
|             |                                                                                 |
|             | Nemanthura                                                                      |
|             |                                                                                 |
|             | Notanthura                                                                      |
|             |                                                                                 |
|             | Pendanthura                                                                     |
|             |                                                                                 |
|             | Pilosanthura                                                                    |
|             |                                                                                 |
|             | Ptilanthura                                                                     |
|             |                                                                                 |
|             | Quantanthura                                                                    |
|             |                                                                                 |
|             | Skuphonura                                                                      |
|             |                                                                                 |
|             | Stygocyathura                                                                   |
|             |                                                                                 |
|             | Sauranthura goldmanorum                                                         |
|             |                                                                                 |
|             | Sauranthura rapanui                                                             |
|             |                                                                                 |

|  | Sauranthura goldmanorum |
|  |                         |
|  | Sauranthura rapanui     |
|  |                         |